# Каскавел
Каскавел (порт. Cascavel) град је у Бразилу у савезној држави Парана. Према процени из 2007. у граду је живело 285.784 становника.

## Становништво
Према процени из 2007. у граду је живело 285.784 становника.
| 1991.   | 2000.   |
| ------- | ------- |
| 192.990 | 245.369 |